# Annie Jump Cannon
Annie Jump Cannon (11. prosince 1863 Dover – 13. dubna 1941 Cambridge) byla americká astronomka, jejíž práce vedla k vývoji současné spektrální klasifikace. Ve spolupráci s Edwardem C. Pickeringem vytvořila Harvardskou spektrální klasifikaci, což byl první seriózní pokus o klasifikaci hvězd na základě jejich teploty a spektrálního typu. Byla sufražetkou a členkou National Woman's Party.

## Kariéra
Na Wellesley College studovala Cannon fyziku a astronomii a začala se spektroskopickým pozorováním hvězd. Po smrti své matky začala v roce 1894 na Wellesley vyučovat a studovat astronomii na Radcliffe College. V roce 1896 začala pracovat u Edwarda C. Pickeringa na dokončení Henry Draper Catalogue tak, aby byla zmapována a definována každá hvězda na obloze až do fotografické velikosti 9. Ve svých poznámkách označuje zářivost jako „Int“, což je zkratka pro „intensity“. Pickering se vyjádřil, že byla Cannon schopná rozpoznávat hvězdy rychle: „Slečna Cannon je jediným člověkem na světě – mezi muži i ženami, jenž dokáže tuto práci vykonávat s takovou rychlostí.“
Anna Draper, vdova po bohatém fyzikovi a amatérském astronomovi Henry Draperovi, založila fond na podporu tohoto výzkumu. Muži v laboratoři především pořizovali fotografie hvězd, zatímco ženy zkoumaly data, prováděly astronomické výpočty a katalogizovaly pořízené fotografie.
Jako první začala hvězdy analyzovat Nettie Farrar, která však o pár měsíců později laboratoř opustila kvůli manželství. Tím přenechala projekt Antonii Maury (která trvala na komplexním klasifikačním systému) a Williamině Fleming (jenž namísto Pickeringa na projekt dohlížela a chtěla mnohem jednodušší, jasný přístup). Cannon vyjednala kompromis: začala zkoumat jasné hvězdy na jižní hemisféře. Na ně aplikovala dělení podle spektrálních tříd O, B, A, F, G, K, M. Toto dělení bylo založeno na síle Balmerových čar.
V roce 1901 vydala svůj první katalog stelárního spektra. V roce 1911 se stala kurátorkou astronomických fotografií na Harvardu. V roce 1914 se stala čestnou členkou Královské astronomické společnosti. V roce 1921 obdržela čestný doktorát z matematiky a astronomie na Rijksuniversiteit Groningen.
Cannon za svůj život manuálně klasifikovala více hvězd než kdokoliv jiný, s celkovým počtem kolem 350 000 hvězd. Objevila 300 proměnných hvězd, pět nov a jednu spektroskopickou dvojhvězdu.
V roce 1925 obdržela čestný doktorát na Oxfordské univerzitě.